# Fluorek radu
Fluorek radu, RaF
2 – nieorganiczny związek chemiczny, połączenie fluoru i radu. Tworzy kryształy  w układzie regularnym. W warunkach standardowych jest białym ciałem stałym, nierozpuszczalnym w wodzie.